# David Vinckboons

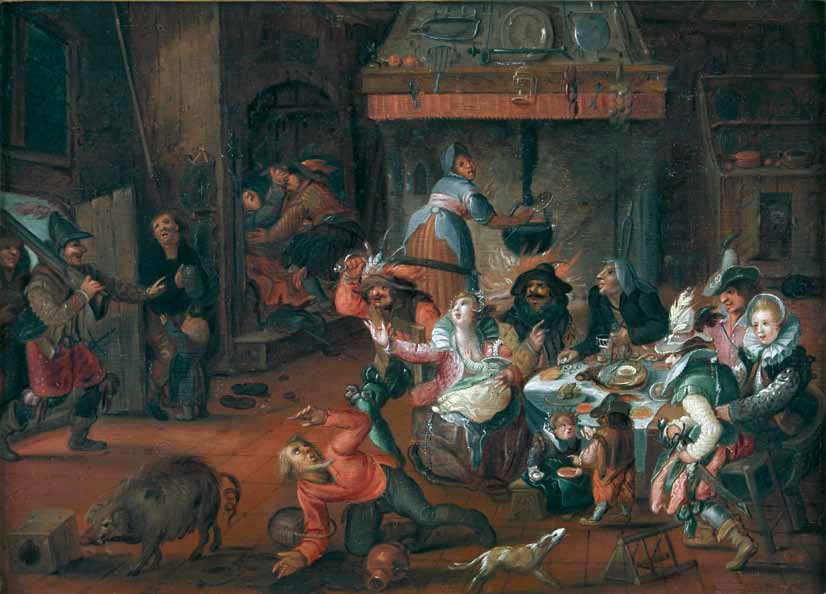
Escena de taberna con soldados de los tercios españoles, óleo sobre tabla, 28 x 39 cm, colección particular.

David Vinckboons (Malinas, 1576 - Ámsterdam, 1629) fue un pintor flamenco del Siglo de oro neerlandés, especializado en el paisaje y la pintura de género, representando frecuentemente fiestas de campesinos y alegres escenas de taberna.
Hijo de Philip Vinckboons, un pintor a la acuarela sobre lienzo, género especialmente practicado en Malinas, fue bautizado el 13 de agosto de 1576. Muy pronto su familia se trasladó a Amberes, quizá por razones políticas más que religiosas, pues la familia era católica. En 1585, ante la presencia de las tropas españolas, escaparon a Middelburg, capital de la provincia de Zelanda. Por fin, en 1591 se instaló en Ámsterdam, en la calle Sint Antoniesbreestraat frecuentada por los artistas. Casado con Agneta van Loon, hija de un notario de Leeuwarden, el matrimonio tuvo diez hijos, entre ellos los arquitectos Philips y Justus Vigboons.
Aunque según Karel van Mander no tuvo más maestro que su padre, recibió la influencia de Gillis van Coninxloo, renovador del paisaje flamenco, y de Pieter Brueghel el Viejo, siendo con Roelant Savery y Hans Bol, uno de los primeros y más populares difusores de la pintura de género a la manera colorista de los Brueghel en los Países Bajos del Norte. Pintor y dibujante prolífico, tuvo también un numeroso grupo de alumnos, además de sus propios hijos, entre los que destacan Gillis Claesz. de Hondecoeter, Hendrick Avercamp y probablemente Esaias van de Velde.